# Butzbach
Butzbach település Németországban, Hessen tartományban. Lakosainak száma 27 528 fő (2023. december 31.).

## Népesség
A település népességének változása:
| Lakosok száma | 25 557 | 26 016 | 26 197 | 26 197 | 26 660 | 27 402 | 27 528 |
|               | 2015   | 2017   | 2018   | 2019   | 2021   | 2022   | 2023   |